# MaDiWoDoVrijdagshow
De MaDiWoDoVrijdagshow was een praatprogramma van maandag tot en met vrijdag met Paul de Leeuw. In het programma werden dagelijkse nieuwsfeiten besproken en waren diverse bekende Nederlanders te gast. Filemon Wesselink, en in de eerste maand ook Erben Wennemars, stond De Leeuw bij tijdens het presenteren.
Op 30 augustus 2010 ging het programma van start met 707.000 kijkers, later – in oktober 2010 – werden dat er per aflevering ongeveer 300.000. De show moest regelmatig plaatsmaken voor voetbal. Nadat het programma in januari 2011 vernieuwde vorm terugkwam, met Paul de Leeuw als enige presentator in de studio en Filemon Wesselink op locatie, lag het gemiddeld aantal kijkers rond de 450.000.
De Leeuw gaf in maart 2011 aan dat hij na het lopende seizoen met het programma wilde stoppen, omdat hij behoefte had om over andere uitdagingen na te denken. Eind mei 2011 eindigde het seizoen en daarmee eveneens het programma.

## Vaste onderdelen
Een aantal onderdelen kwam elke uitzending terug. Hieronder een overzicht:
| Onderdeel                                     | Uitleg |
| --------------------------------------------- | --- |
| NOS op 3                                      | Het bulletin van de NOS dat in het eerste seizoen voor het programma werd uitgezonden, wordt nu in de uitzending vertoond. |
| Ranken                                        | De vijf belangrijkste nieuwsfeiten van de dag werden besproken. |
| Op locatie                                    | Filemon Wesselink versloeg iedere dag vanaf een locatie die in het nieuws van de betreffende dag is geweest. |
| Het YouTube-woord                             | Een overzicht van diverse filmpjes over een onderwerp in de uitzending. |
| Interviews                                    | Paul de Leeuw sprak met een bekende of onbekende Nederlander op de bank. |
| De kerstbal (alleen tijdens de decembermaand) | Paul en Filemon hingen allebei een bekende of onbekende Nederlander figuurlijk in de kerstboom, om respect te tonen voor deze persoon. Dit onderdeel werd alleen uitgezonden in de periode vóór kerst, in het eerste seizoen.         |
| De koekoeksklok                               | Iemand deed zijn verhaal door uit een koekoeksklok te komen. Als Paul het verhaal niet meer boeiend vond, dan zorgde hij ervoor dat de verteller terug in zijn klok schoott. Dit onderdeel werd uitgezonden vanaf het tweede seizoen. |
| Het slaapliedje                               | Paul de Leeuw zong een slaapliedje voor een persoon die dag veel in het nieuws was geweest. |

3 op Reis ·
Afkicken ·
De allerslechtste echtgenoot van Nederland ·
Atletico Ananas ·
AVRO's Sterrenslag ·
Baby te huur ·
De Badgasten ·
De beste ·
Bitches ·
Bloed, Zweet en Luxeproblemen ·
Break Free · 
Cash Cab ·
Comedy Live ·
Costa! ·
Crazy 88 ·
Dennis en Valerio vs de rest ·
Dennis vs Valerio ·
Doe Maar Normaal ·
Egoland ·
Feuten ·
Finals ·
Floortje en de ambassadeurs · 
Floortje naar het einde van de wereld ·
Get Smarter in a Week ·
Golden Oldies ·
De Grote Donorshow ·
Hey DJ ·
Je zal het maar hebben ·
Je zal het maar zijn ·
Kannibalen ·
Katja vs Bridget ·
Katja vs De Rest ·
Kebab TV ·
De Klimaatpolitie ·
Lama gezocht ·
De Lama's ·
Lijst 0 ·
Loverboys ·
MaDiWoDoVrijdagshow ·
De Man met de Hamer ·
Mystery Party ·
De Nationale Eettest ·
De Nationale IQ Test ·
Neuken doe je zo! ·
De Nieuwste Show ·
Nu we er toch zijn ·
Onderweg naar Morgen ·
Over Mijn Lijk ·
Ranking the Stars ·
Rat van Fortuin ·
Ruben vs Geraldine ·
Ruben vs Katja ·
Ruben vs Sophie ·
Het schnitzelparadijs ·
De School ·
De slechtste chauffeur van Nederland ·
Sluipschutters ·
Smeris ·
De Social Club ·
Spuiten en Slikken ·
De Stalkshow ·
StartUp ·
Sterretje Gezocht ·
Stop in the Name of Love ·
Tessa ·
Tequila ·
Top of the Pops ·
Try Before You Die ·
Van God Los ·
Vier handen op één buik ·
VOC ·
Vrijdag op Maandag ·
Waar kan ik je 's nachts voor wakker maken? ·
Walhalla ·
Weg met BNN ·
De Zeven Zeeën
12 steden, 13 ongelukken · Alles draait om geld · Bergen Binnen · Büch's Boeken · Buitenhof ** · Bureau Kruislaan · Cabaret & Co · Comedytrain presenteert · Deadline · Dr. Ellen · Ernstige Delicten · Factor Giel · Gebak van Krul · GIEL · Herexamen · Hoe bestaat het · Hof van Joosten · Hollands Hoop · In goed gezelschap · Is dat eigenlijk wel zo? · Jules Unlimited · Kanniewaarzijn · Kassa · Kassa 3 · Kinderen geen bezwaar · Kinderen voor Kinderen · Kopspijkers · Kun je het al zien? · Het Lagerhuis · Langs de Leeuw · Langs Sint en De Leeuw · De leugen regeert · Lieve Paul · Lieve Paul & Sint · MaDiWoDoVrijdagshow · De Mega Mike & Mega Thomas Show · Mooi! Weer De Leeuw · Mooi! Weer de Sint · Nieuwslicht · NOVA * · Oppassen!!! · Overspel · Panache · PAU!L · PAU!L en Sint! · Pauls Kadoshow · Pauls Puber Kookshow · Pauw & Witteman · Per Seconde Wijzer · Sint & De Leeuw · Shouf Shouf! · The Sopranos · Stellenbosch ** · Studio Spaan · Thank God It's Friday · Twee voor twaalf · Unit 13 · De verrukkelijke 85 · Vroege Vogels TV · Vuurzee · Waltz ** · De Wereld Draait Door · De wereld van Boudewijn Büch · Wie steelt mijn show? · X De Leeuw · Zembla

*: In samenwerking met NPS en NOS     **: In samenwerking met AVROTROS en VPRO